# Satikari
 (janvier 2014).
Si vous disposez d'ouvrages ou d'articles de référence ou si vous connaissez des sites web de qualité traitant du thème abordé ici, merci de compléter l'article en donnant les références utiles à sa vérifiabilité et en les liant à la section « Notes et références ».

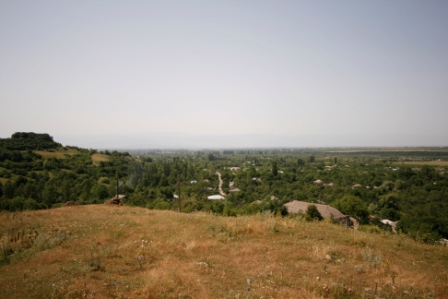
Abords de Satikar

Satikari (en ossète: Сатихъар; en géorgien: სათიხარი, Satikhari) est un village de Transcaucasie en Géorgie (Ossétie du Sud). Selon la république d'Ossétie du Sud, il dépend du district de Tskhinvali. Selon la communauté internationale, il dépend de la municipalité de Gori.

## Géographie
Le village se trouve dans la partie centrale du district de Tskhinvali, au sud-est du village de Dmenis, non loin de la frontière de facto avec la Géorgie, à 960 mètres d'altitude.

## Population
Le village est peuplé d'Ossètes. Selon le recensement soviétique de 1989, il y avait 494 habitants tous Ossètes. Selon le recensement géorgien de 2002, il y avait 360 habitants dont 87% d'Ossètes.

## Historique
Pendant le conflit osséto-géorgien de 2008, le village est bloqué dans la nuit du 8 août 2008 par les forces géorgiennes qui s'en emparent, mais elles le quittent sans combat le 10 août 2008. Depuis cette date, le village est sous l'administration de la république de facto d'Ossétie du Sud.
Le village possède une église médiévale et les ruines d'un petit fortin.

## Coordonnées géographiques
42° 15′ 4″ N, 44° 4′ 50″ E